# Gyrtona oxyptera
Gyrtona oxyptera là một loài bướm đêm trong họ Noctuidae.